# Щ-105
«Щ-105» — советская дизель-электрическая торпедная подводная лодка времён Второй мировой войны, принадлежит к серии V проекта Щ — «Щука».

## История корабля
Лодка была заложена 20 марта 1932 года на заводе № 189 «Балтийский завод» в Ленинграде, в том же году была доставлена в разобранном виде на завод № 368 в Хабаровске для сборки и достройки, спущена на воду в начале августа 1933 года, с 3 по 17 августа переведена по Амуру во Владивосток. 6 ноября 1933 года лодка вошла в состав Морских Сил Дальнего Востока под обозначением Щ-21.

### Служба
- 7 декабря 1933 года получила имя «Кета».
- 15 сентября 1934 года получила обозначение «Щ-105».
- В апреле 1937 года вышла в море по заданию Академии наук СССР для проведения гравиметрических измерений. Задание было выполнено с оценкой «отлично».
- В июне 1937 года обнаружила в море рыболовецкое судно, терпящее бедствие и отбуксировала его в Находку. Все пятеро рыбаков были спасены.
- С 16 декабря 1938 года  по 11 июля 1941 года прошла капитальный ремонт на заводе № 202 «Дальзавод».
- В годы Второй мировой войны несла позиционную и дозорную службу в прибрежных водах. Совершила один боевой поход.
- 10 июня 1949 года переименована в «С-105».
- 17 августа 1953 года исключена из состава флота.
- 1 октября 1953 года расформирована.

## Командиры лодки
- К. М. Кузнецов
- А. А. Бащенко
- 11.11.1934 - 11.12.1937 А. Т. Чабаненко (впоследствии - адмирал, командовал Северным флотом)
- Е. И. Зоткин